# Aelita (novela)
Aelita (en ruso: Аэлита) también conocida como Aelita, o el declive de Marte es una novela de ciencia ficción de 1923 del escritor ruso Alekséi Tolstói.

## Resumen de la trama
La historia empieza en la Unión Soviética, justo después del final de la guerra civil rusa. El ingeniero Mstislav Sergeyevich Los', diseña y construye un revolucionario cohete de detonación por pulsos y decide poner rumbo a Marte. Buscando un compañero para el viaje, abandona finalmente la Tierra junto con un soldado retirado, Alekséi Gusev.
Al llegar a Marte, descubren que el planeta está habitado por una civilización avanzada. Sin embargo, la brecha entre la clase dominante y los trabajadores es muy grande y similar al capitalismo temprano, en que los trabajadores viven en corredores subterráneos cerca de sus máquinas.
Posteriormente en la novela se explica que los marcianos descienden tanto de razas locales como de los atlantes, quienes llegaron allí después de que se hundiera su continente natal (en este respecto Tolstoi se inspiró en los libros de Blavatsky). Marte está gobernado ahora por ingenieros, pero no todo va bien. Durante un discurso ante una asamblea, Toscoob, el líder, afirma que la ciudad debe ser destruida para facilitar la caída de Marte. Aelita, la hermosa hija de Toscoob y princesa de Marte, le revela a Los' más tarde que el planeta está muriendo, que los casquetes polares no se derriten ya como antes y que el planeta se enfrenta a una catástrofe ambiental.
Mientras el aventurero Gusev asume el liderato de un levantamiento popular contra el gobernante, Los' que es más intelectual se enamora de Aelita. Cuando la rebelión es aplastada, Gusev y Los' se ven obligados a huir de Marte y eventualmente logran regresar a la Tierra. El viaje se prolonga debido a los efectos de la alta velocidad y la dilatación del tiempo resultando en una pérdida de más de tres años. El destino exacto de Aelita es desconocido. Se insinúa que de hecho sobrevivió, ya que Los' recibe mensajes de radio de Marte que mencionan su nombre.

## Adaptaciones
La novela fue adaptada en la Unión Soviética al cine mudo en la película homónima filmada por Yákov Protazánov en 1924 y luego por el director húngaro András Rajnai en 1980.  Andrija Maurović (artista) y Krešimir Kovačić (escritor) en Yugoslavia la adaptaron a un cómic, publicado entre 1935 y 1936, y titulado Ljubavnica s Marsa (Señora de Marte).